# Sordaria minima
Sordaria minima är en svampart som beskrevs av Sacc. & Speg. 1878. Sordaria minima ingår i släktet Sordaria och familjen Sordariaceae.   Inga underarter finns listade i Catalogue of Life.